# آیسخولوس
آیسخولوس (به یونانی: Αἰσχύλος) یا اِشیل یا اسکیلس اولین تراژدی نویس یونان باستان است که آثار او باعث تکامل زبان تراژدی در یونان باستان شد. او در جنگ ایران و یونان در زمان حکومت خشایارشا، که به پیروزی یونانیان منتهی شد حضور داشت و نمایشنامه ایرانیان را با تاثیر از آن نوشت. 

## کارها
از آیسخولوس هفت نمایشنامه با عنوانهای تراژدی پارسیان، پرومته در زنجیر، هفت تن علیه تبای، نیازگاران، آگاممنون، الاهگان انتقام و اورستیا به جای مانده‌است که البته فقره‌هایی از آثار ناپدیدشده از او نیز وجود دارد که به فارسی ترجمه نشده‌اند.

## نوآوری‌ها و موضوع کار
از ابداعات اصلی او در نمایش یونان باستان، ورود بازیگر دوم به صحنهٔ نمایش است. البته زمانی که سوفوکلس دیگر تراژدی‌نویس صاحب‌نام یونانی، بازیگر سوم را وارد تئاتر کرد، اسخیلوس هم از او تبعیت کرد.
موضوع بسیاری از نمایش‌های اسخیلوس، مبارزهٔ خدایان با یکدیگر بوده‌است. خدایان و انسان‌ها در این جدال‌ها، تسلیم ارادهٔ تقدیر هستند.
آشیل تراژدی‌نویس بزرگ یونانی کیاکسار را مؤسس دولتی می‌داند که سلطنت بر آسیا را تحقق بخشید. شرح مختصر تاریخ ماد و پارس را آشیل از زبان شبح داریوش پس از شکست لشکریان خشاریارشا در یونان، بیان می‌کند؛ و این گواهی است قریب نیم قرن کهن‌تر از زمان تحریر تاریخ هرودوت و واجد اهمیت بسیار است. عین گزارش آشیل:
| شاه زئوس این افتخار را ارزانی داشت که یک مرد حاکم بر آسیاست. زیرا که مرد مادی نخستین امیر لشکریان بود و دیگر فرزند او که کار را به پایان رسانید. چون عقل هادی تمایلات وی بود. سوم پس از او کورش حکومت کرد که مردی بود سعادتمند و صلح را برای همهٔ دوستان ایجاد کرد؛ او قوم لیدی و فریجیان را بدست آورد و همه یونیه را به زور به بردگی برد. زیرا که خداوند با او مخالفت نکرد چون او مردی عاقل بود. پسر کوروش چهارمین کسی بود که رهبری لشکر را داشت و پنجمین مردیس بود که مایهٔ رسوایی پدر و دیهیمات و پادشاهی‌ها بود. به خدعه او را آرتافرن دلیر با دوستان مغلوب کرد. |